# M'Sara
M'Sara è un comune dell'Algeria, situato nella provincia di Khenchela.